# ایر هارودس
ایر هارودس (به انگلیسی: Air Harrods) یک شرکت بالگردی است که در تاریخ ۱۹۹۷ میلادی تأسیس شده است. قطب این شرکت در فرودگاه استانستد لندن قرار دارد.